# Кондор (месторождение)
Кондор, Проект Кондор - группа нефтяных месторождений Колумбии, расположен в предгорье Восточных Кордильер. Открыто в 2007 году. Площадь месторождение - 3089 кв. км.
Месторождение Кондор состоит из 7 структур. Начальные запасы нефти оценивается 2 млрд. баррелей или 320 млн. тонн, из них структуре Медина - 100 млн. баррелей.
Оператором месторождения выступают российская Лукойл Оверсиз (70%) и колумбийская Ecopetrol(30%).